# 滝井駅

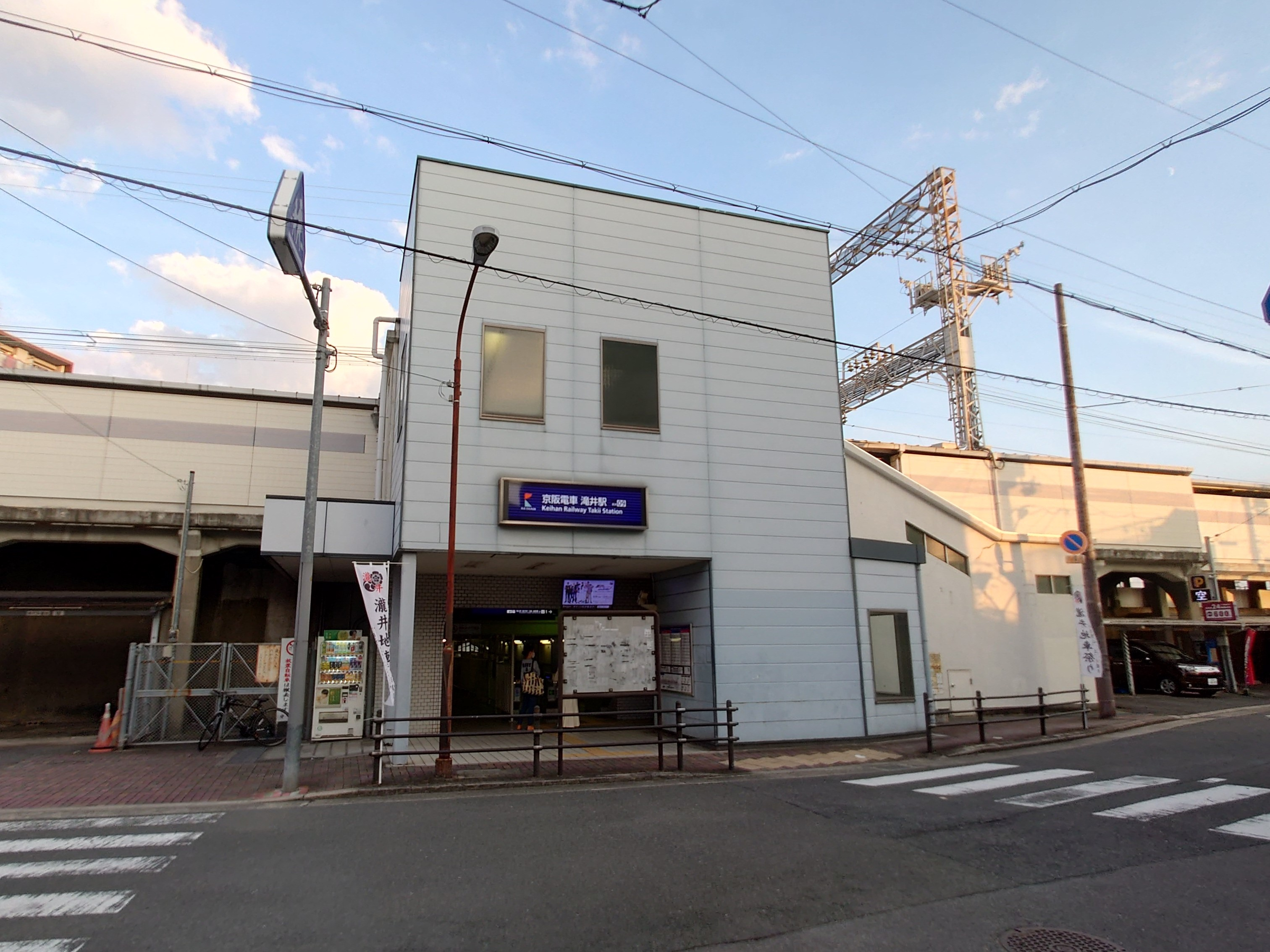
西口（2022年10月）

滝井駅（たきいえき）は、大阪府守口市紅屋町にある、京阪電気鉄道京阪本線の駅。駅番号はKH09。

## 歴史
1928年（昭和3年）に京阪は牧野駅の東方に大阪女子高等医学専門学校（現在の関西医科大学）を誘致した。当駅は大阪女子高等医学専門学校附属病院（現在の関西医科大学総合医療センター）への便宜を図って設置された駅である。

### 年表
- 1931年（昭和6年）10月14日：蒲生（現在の京橋） - 守口（現在の守口市）間専用軌道化と同時に開業。
- 1933年（昭和8年）12月29日：複々線化。
- 1943年（昭和18年）10月1日：会社合併により京阪神急行電鉄（現・阪急電鉄）の駅となる。
- 1949年（昭和24年）12月1日：会社分離により京阪電気鉄道の駅となる。
- 1989年（平成元年）：コンコースの改修工事竣工[3]。
- 1993年（平成5年）
  - 1月27日：8連化に対応するためのホーム延伸工事が完成[4]。
  - 4月1日：西口（臨時改札口）新設[5]。
- 2002年（平成14年）3月1日：車イス対応エレベーター2基・多目的トイレ設置、使用開始[6]。
- 2014年（平成26年）3月29日：プラットホームに異常通報装置を設置[7]。
- 2016年（平成28年）10月31日：コンコースに旅客案内ディスプレーを設置[8]。
- 2019年（令和元年）12月12日：トイレのリニューアル工事竣工、使用開始。男女共全個室を洋式トイレに[9]。

## 駅構造
無人駅である。また、改札内にはトイレがある。
通過線2本を挟んだ相対式2面2線のホームを持つ高架駅で改札口のフロアーは地平にあり改札口とホームの間は階段のほかに身障者対応エレベーターが設置されている。改札口は東西それぞれ1ヶ所ずつ設けられている。隣の土居駅や千林駅とは400mしか離れておらず、当駅ホームから両駅が目視できる。前後の駅同様に通過線（A線）にホームはなく、外側2線（B線）のみホームがある。
かつて西口（現在の関西医科大学総合医療センター側）は平日朝のみ開設されていたが、後に終日開設されるようになった。メインの入り口は大阪方面ホーム側（東口）である。そのため、西口には元々窓口が設けられていない。

### のりば
| 番線 | 路線      | 方向 | 行先                 |
| ---- | --------- | ---- | -------------------- |
| 1    | ■京阪本線 | 上り | 三条・出町柳方面     |
| 2    | ■京阪本線 | 下り | 淀屋橋・中之島線方面 |

- 両ホームとも有効長は8両。

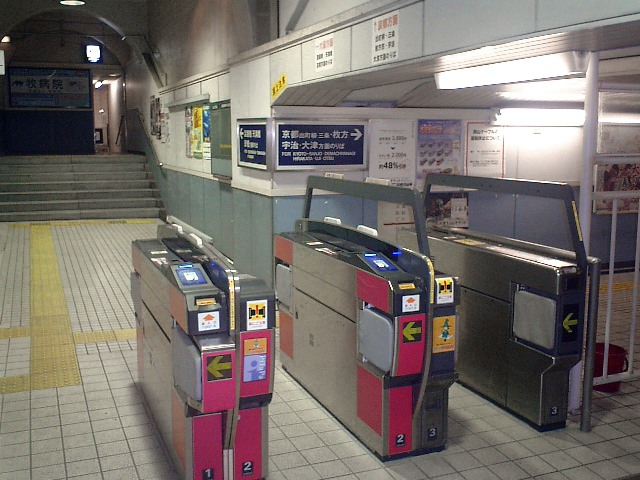
構内（東口付近、2005年9月）
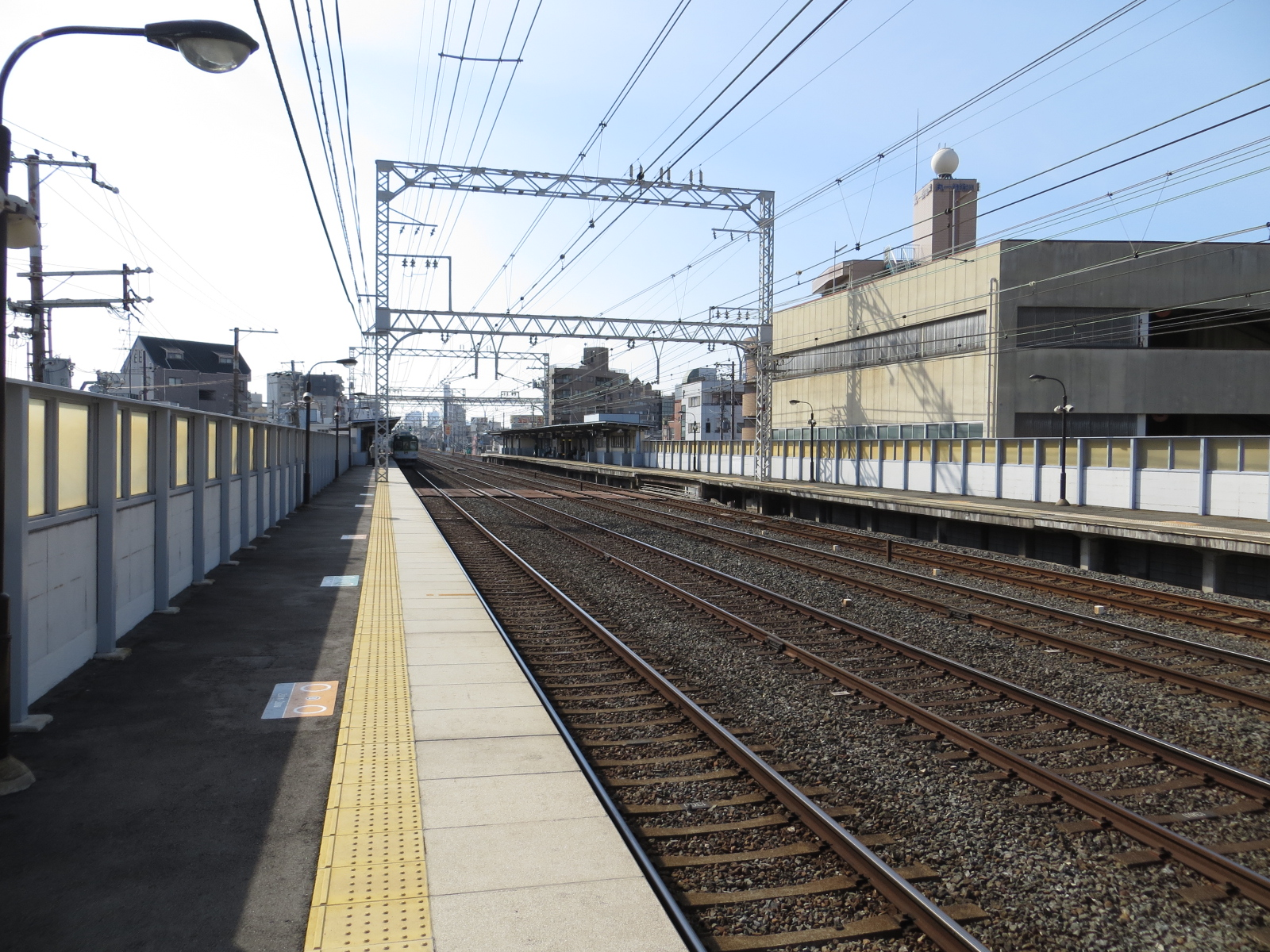
ホーム（2013年2月）

## 利用状況
2019年（令和元年）度の特定日における1日乗降人員は6,814人である。
近年の特定日における1日乗降・乗車人員は下表の通りである。
| 年度   | 特定日   | 特定日   | 出典   |
| 年度   | 乗降人員 | 乗車人員 | 出典   |
| ------ | -------- | -------- | ------ |
| 1995年 | 13,482   | 6,615    | [ 13 ] |
| 1996年 | -        | -        | [ 14 ] |
| 1997年 | -        | -        | [ 15 ] |
| 1998年 | 11,932   | 6,001    | [ 16 ] |
| 1999年 | -        | -        |        |
| 2000年 | 11,704   | 5,762    | [ 17 ] |
| 2001年 | -        | -        |        |
| 2002年 | 10,688   | 5,302    | [ 18 ] |
| 2003年 | 10,624   | 5,289    | [ 19 ] |
| 2004年 | 10,927   | 5,394    | [ 20 ] |
| 2005年 | 11,046   | 5,480    | [ 21 ] |
| 2006年 | 8,421    | 4,248    | [ 22 ] |
| 2007年 | 8,074    | 4,032    | [ 23 ] |
| 2008年 | 7,951    | 3,991    | [ 24 ] |
| 2009年 | 8,493    | 4,265    | [ 25 ] |
| 2010年 | 8,293    | 4,156    | [ 26 ] |
| 2011年 | 7,844    | 3,956    | [ 27 ] |
| 2012年 | 7,820    | 3,903    | [ 28 ] |
| 2013年 | 7,010    | 3,516    | [ 29 ] |
| 2014年 | 7,117    | 3,609    | [ 30 ] |
| 2015年 | 7,389    | 3,731    | [ 31 ] |
| 2016年 | 6,954    | 3,522    | [ 32 ] |
| 2017年 | 6,778    | 3,456    | [ 33 ] |
| 2018年 | 6,804    | 3,418    | [ 34 ] |
| 2019年 | 6,814    | 3,419    | [ 35 ] |

## 駅周辺
古くから土居には集落が2つ存在し、京街道のすぐ南に位置する土居の本集落（現在の土居町）とは別に、河内国（現在の守口市側）と摂津国（現在の大阪市側）の境界である剣畷（つるぎなわて）沿いに滝井の集落（現在の滝井元町）が形成されていた。滝井駅開業の8ヶ月後には土居の本集落付近に土居駅が開業している。
当駅開業時、1932年（昭和7年）開設の大阪女子高等医学専門学校附属病院（現在の関西医科大学総合医療センター）はまだ開設前だったが、当駅の東方に帝国女子薬学専門学校（のちの大阪薬科大学）と帝国高等女学校（のちの大阪国際滝井高等学校）が既に所在していた。しかし、帝国女子薬学専門学校は1932年（昭和7年）に南河内郡北八下村大字河合（現在の松原市河合。阪南大学高等学校所在地）へ移転、大阪国際滝井高等学校は大和田駅の北方にあった大阪国際大和田中学校・高等学校との発展的統合により2024年（令和6年）に閉校となった。なお、2022年（令和4年）に開設された大阪国際中学校・高等学校は旧滝井校地の東方（守口市松下町）に所在するが、土居駅および守口市駅を最寄駅としている。
- 関西医科大学総合医療センター
- 滝井りす公園
- 八幡大神宮

### バス路線
大阪シティバスの滝井停留所が、駅東側の国道479号線（内環状線）沿いに設置されている。
- 86号系統：布施駅前行 / 上新庄駅前行

## 隣の駅
京阪電気鉄道
京阪本線
■快速特急「洛楽」・□ライナー・■特急・■通勤快急・■快速急行・■急行・■通勤準急・■準急・■区間急行
通過
■普通
千林駅 (KH08) - 滝井駅 (KH09) - 土居駅 (KH10)
- 括弧内は駅番号を示す。